# هاشمية أحمادة
هاشمية أحمادة (بالفرنسية: Hachimiya Ahamada)‏ (مواليد 1976)، هي مخرجة وكاتبة أفلام فرنسية من أصول قمرية، اشتهرت بأفلامها عن مواطني جزر القمر في الشتات.

## مشوارها الفني
ولدت هاشمية أحمادة في بلدية دونكيرك الفرنسية عام 1976 لأبوين من جزر القمر. صنعت أفلامًا وثائقية قصيرة عندما كانت مراهقة في استوديو «فيديو دونكيرك»، ثم درست الإخراج السينمائي في معهد إنساس في بروكسل ببلجيكا وتخرجت في عام 2004، تم تصوير فيلمها الدرامي القصير سكن «يلانغ يلانغ» (2008) في جزر القمر وباللغة القمرية. تم عرض الفيلم في أكثر من 35 مهرجانًا دوليًا، ومنهم أسبوع النقاد الدولي في مهرجان كان السينمائي 2008. حاز الفيلم على جوائز في مهرجان كوينتيسنيف السينمائي الدولي لعام 2009 في بنين، ومهرجان فولكس أون فيلين الفرنكوفوني لعام 2009، ومهرجان ميلانو السينمائي لأفريقيا وآسيوا وأمريكا اللاتينية لعام 2009، كما فاز بجائزة بروكيرب في مهرجان كليرمون فيران الدولي للفيلم القصير لعام 2009.
هاشمية لها أيضا فيلم روائي طويل بعنوان «نشيد النجوم». وفيلم «رماد الأحلام»، وهو فيلم وثائقي إنتاج مشترك للجزر الأفريقية مع فرنسا وبلجيكا ويعرض أراضي جزر القمر الأربع. يوضح الفيلم كيف ولدت أحمادا في فرنسا وكان مصيرها كما كان والدها مثاليًا أن تعيش مع شقيقاتها في البلاد، وهو أمر لم يحدث أبدًا.

## فيلموغرافيا
- حلم النار، 2004. وثائقي قصير.
- سكن يلانغ يلانغ، 2008. قصير.
- رماد الأحلام ، 2011. وثائقي.